# Skirrid Fawr
Skirrid Fawr är ett berg i Storbritannien.   Det ligger i kommunen Monmouthshire och riksdelen Wales, i den södra delen av landet, 200 km väster om huvudstaden London. Toppen på Skirrid Fawr är 462 meter över havet, eller 330 meter över den omgivande terrängen. Bredden vid basen är 3,3 km.
Terrängen runt Skirrid Fawr är huvudsakligen kuperad, men åt sydost är den platt. Runt Skirrid Fawr är det ganska tätbefolkat, med 96 invånare per kvadratkilometer. Närmaste större samhälle är Abergavenny, 5,2 km sydväst om Skirrid Fawr. Trakten runt Skirrid Fawr består i huvudsak av gräsmarker.